# Junior Murvin
Junior Murvin Smith, mais conhecido como Junior Murvin (Port Antonio, 1949 — Port Antonio, 2 de dezembro de 2013), foi um artista do reggae jamaicano.
Era mais conhecido pelo single clássico "Police and Thieves", produzido por Lee "Scratch" Perry, em 1976.
Algumas de suas musicas mais conhecidas são:  man is the fire, cool out son,  entre outras.
A voz em falsete de Murvin e o ritmo contagiante de "Police and Thieves" fizeram dele um hit internacional durante o Verão daquele ano. O tema era tão influente, que foi gravado pelos pioneiros do punk rock, The Clash, em seu álbum de estréia no ano seguinte.
O músico australiano Paul Kelly, faz uma referência à Murvin em sua canção de Natal, "How To Make Gravy".
A gravação de Murvin mais recente foi um single intitulado "Wise Man", lançado pelo selo Dubwise Records de Londres, em 1998.

## Morte
Morreu em 2 de dezembro de 2013 em um hospital localizado em Port Antonio. Sofria de diabetes e hipertensão.

## Discografia

### Álbuns
- Police and Thieves (Island, 1977)
- Tedious (Mango, 1978)
- Bad Man Posse (Dread at the Controls, 1982)
- Muggers in the Street (Greensleeves, 1984)
- Apartheid (Jammys, 1986)
- Signs and Wonders (Live & Love, 1989)
- World Cry (Sunvibes, 1995)

### Compilações
- Inna de Yard (Believe, 2007)